# Poconichim
Poconichim är en ort i Mexiko.   Den ligger i kommunen Chenalhó och delstaten Chiapas, i den sydöstra delen av landet, 800 km öster om huvudstaden Mexico City. Poconichim ligger 1 557 meter över havet och antalet invånare är 228.
Terrängen runt Poconichim är kuperad åt sydväst, men åt nordost är den bergig. Runt Poconichim är det tätbefolkat, med 319 invånare per kvadratkilometer. Närmaste större samhälle är Pantelhó, 9,7 km nordost om Poconichim. I omgivningarna runt Poconichim växer i huvudsak städsegrön lövskog.